# Jacques Lalande (acteur)
Pour les articles homonymes, voir Jacques Lalande.
Jacques Lalande, de son vrai nom Jacques Gross est un acteur français, né le 5 octobre 1927 à Paris et mort le 26 mars 1997 dans la même ville.

## Biographie
Incinéré, ses cendres reposent au colombarium du cimetière du Père-Lachaise (case 18 398, concession reprise) à Paris.

## Filmographie succincte

### Cinéma
- 1962 : La Belle vie de Robert Enrico
- 1966 : Paris brûle-t-il ? de René Clément
- 1968 : Ho ! de Robert Enrico
- 1974 : Les Suspects de Michel Wyn
- 1975 : Le Petit Marcel de Jacques Fansten
- 1976 : Le Corps de mon ennemi d'Henri Verneuil
- 1977 : Le Diable dans la boîte de Pierre Lary
- 1979 : Laisse-moi rêver de Robert Ménégoz
- 1979 : La Guerre des polices de Robin Davis
- 1981 : La Provinciale de Claude Goretta
- 1982 : Jamais avant le mariage de Daniel Ceccaldi
- 1986 : Douce France de François Chardeaux
- 1989 : Pentimento de Tonie Marshall
- 1990 : Le Vent de la Toussaint de Gilles Béhat

### Télévision
- 1964 : La Terreur et la Vertu : Danton - Robespierre de Stellio Lorenzi
- 1965 : Des fleurs pour l'inspecteur (Les Cinq Dernières Minutes, épisode no 36, TV) de Claude Loursais
- 1966 : En votre âme et conscience, épisode : Le Secret de la mort de monsieur Rémy de  Jean Bertho
- 1967 : Les Cinq Dernières Minutes : La Mort masquée de Guy Lessertisseur
- 1967 : Meurtre en sourdine de Gilbert Pineau
- 1967 : Le Fabuleux Grimoire de Nicolas Flamel, épisode de la série  Le Tribunal de l'impossible de Guy Lessertisseur
- 1967 : En votre âme et conscience, épisode : L'Affaire Daurios ou le Vent du Sud de  Guy Lessertisseur
- 1968 : Les Cinq Dernières Minutes, épisode Traitement de choc de Claude Loursais
- 1968 : Les Compagnons de Baal de Pierre Prévert : le docteur
- 1969 : En votre âme et conscience, épisode : L'Affaire Deschamps ou la reconstitution de  Jean Bertho
- 1970 : L'Illusion comique de Corneille, réalisation Robert Maurice
- 1970 : Les Enquêtes du commissaire Maigret de Claude Barma, épisode Maigret et son mort
- 1971 : Les Enquêtes du commissaire Maigret de Marcel Cravenne, épisode Maigret aux assises : le commissaire de quartier
- 1971 : Les Cinq Dernières Minutes, épisode Les Yeux de la tête de Claude Loursais
- 1971 : Les Nouvelles Aventures de Vidocq, épisode Les Crimes de Vidocq de Marcel Bluwal
- 1972 : François Gaillard ou la vie des autres de Jacques Ertaud, épisode Joseph
- 1972 : Mauprat de Jacques Trébouta
- 1972 : Les Rois maudits, feuilleton télévisé de Claude Barma
- 1974 : Les Fargeot de Patrick Saglio
- 1974 : La Cloche tibétaine de Michel Wyn : Teilhard de Chardin
- 1975 : L'Ingénu de Jean-Pierre Marchand
- 1976 : Minichroniques de René Goscinny et Jean-Marie Coldefy, épisode C'est du cinéma : le maître d'hôtel
- 1976 : Messieurs les jurés : L'Affaire Périssac d'André Michel
- 1976 : Robert Macaire de Georges Neveux, d'après Saint-Amand et Benjamin Antier, réalisation Roger Kahane
- 1977 : Désiré Lafarge  épisode : Désiré Lafarge prend le train  de Jean-Pierre Gallo
- 1978 : Les Folies Offenbach, épisode La Valse oubliée de Michel Boisrond
- 1978 : Émile Zola ou la Conscience humaine de Stellio Lorenzi
- 1979 : Charles Clément, canut de Lyon de Jean-Dominique de La Rochefoucauld
- 1980 : Les Mystères de Paris d'André Michel
- 1981 : Messieurs les jurés, L'Affaire Bernay de Jacques Krier
- 1982 : La Sorcière, téléfilm de Charles Brabant : Mr Hachette
- 1983 : L'Homme de la nuit de Juan Luis Buñuel : Wermer
- 1984 : Les Cinq Dernières Minutes (épisode La quadrature des cercles) série télévisée de Jean-Pierre Richard
- 1984 : Irène et Fred de Roger Kahane
- 1985 : Les Enquêtes du commissaire Maigret, épisode : Le Revolver de Maigret de Jean Brard
- 1989 : Les Enquêtes du commissaire Maigret, épisode : Maigret et l'inspecteur malgracieux de Philippe Laïk
- 1988 : Les Enquêtes du commissaire Maigret : La morte qui assassina de Youri
- 1992 : Nestor Burma (série télévisée), saison 2, épisode 3  Du Rébecca rue des Rosiers de Maurice Frydland : Tourbières / Ramovi

## Théâtre
- 1948 : Le Baladin du monde occidental de John Millington Synge, mise en scène Jean Dasté, Comédie de Saint-Étienne
- 1958 : Ubu roi d'Alfred Jarry, mise en scène Jean Vilar, TNP Théâtre de Chaillot
- 1959 : La Fête du cordonnier de Michel Vinaver d'après Thomas Dekker, mise en scène Georges Wilson, TNP Théâtre de Chaillot
- 1959 : La Mort de Danton de Georg Büchner, mise en scène Jean Vilar, TNP Théâtre de Chaillot
- 1960 : Erik XIV d'August Strindberg, mise en scène Jean Vilar, TNP Théâtre de Chaillot, Festival d'Avignon
- 1960 : Mère Courage de Bertolt Brecht, mise en scène Jean Vilar, TNP Festival d'Avignon
- 1960 : Ubu roi d'Alfred Jarry, mise en scène Jean Vilar, TNP Théâtre de Chaillot
- 1960 : La Résistible Ascension d'Arturo Ui de Bertolt Brecht, mise en scène Jean Vilar et Georges Wilson, TNP Théâtre de Chaillot
- 1961 : La Pensée de Léonide Andreiev, mise en scène Laurent Terzieff, Théâtre de Lutèce, Théâtre Hébertot en 1962
- 1965 : Hamlet de William Shakespeare, mise en scène Georges Wilson, TNP Théâtre de Chaillot, Festival d'Avignon
- 1969 : La Résistible Ascension d'Arturo Ui de Bertolt Brecht, mise en scène Georges Wilson, TNP Théâtre de Chaillot
- 1986 : Oncle Vania d'Anton Tchekhov, mise en scène Christian Benedetti,  Théâtre de l'Est parisien